# ハナアオイ属

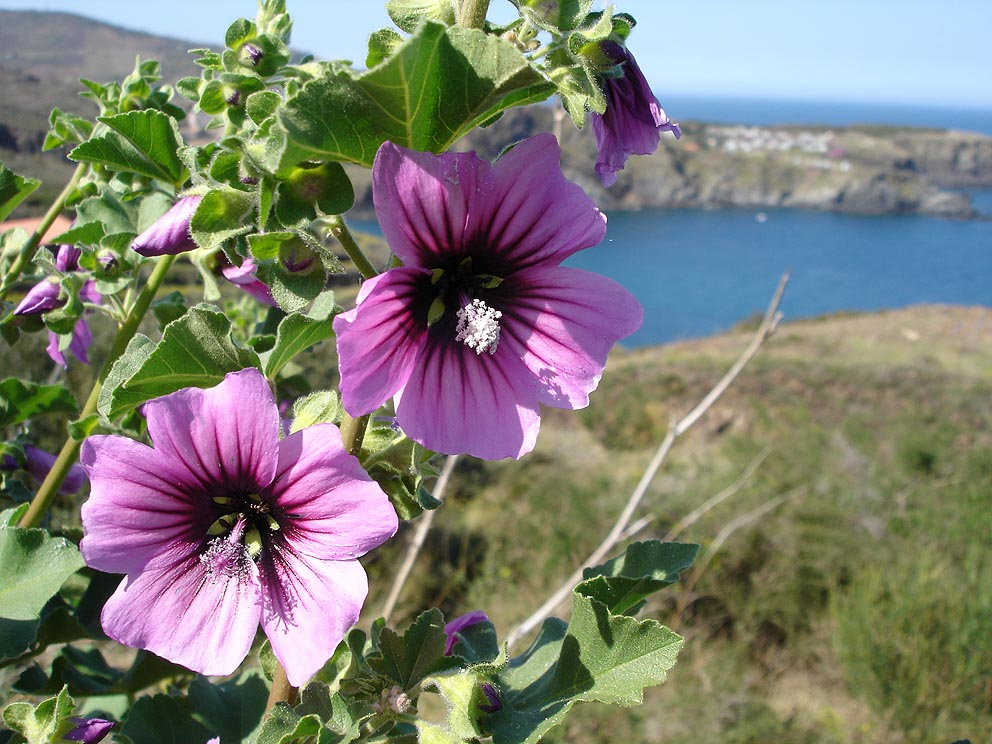
モクアオイ　Lavatera arborea

ハナアオイ属（-ぞく、花葵属、ラヴァテラ属とも、Lavatera）はアオイ目アオイ科の植物群。約25種が知られている。以前、この属に分類されていた種の多くはゼニアオイ属（Malva）に転属されている。
イタリアやスペインなど地中海地方を中心に中央アジア、オーストラリア、カナリア諸島、アメリカ合衆国カリフォルニア州、メキシコ、アメリカ領チャネル諸島などに分布する。草本、亜低木、低木の形をとり、分枝が多く耐寒性を持つため、日照量の多い海岸や荒地などに自生する。
一年生、二年生、多年生の植物が含まれる。葉は互生し、柄が長く、形状は円形や三角状楕円形、掌状である。花は基部が合生した5枚の花弁を持ち、腋生または頂生する。

## 種
おもな種は以下のとおり。
| - Lavatera abyssinica - Lavatera acerifolia - Lavatera arborea モクアオイ - Lavatera bryoniifolia - Lavatera cachmeriana - Lavatera insularis - Lavatera lindsayi - Lavatera maroccana - Lavatera mauritanica - Lavatera microphylla | - Lavatera oblongifolia - Lavatera olbia - Lavatera phoenicea - Lavatera punctata - Lavatera stenopetala - Lavatera thuringiaca - Lavatera triloba - Lavatera trimestris ハナアオイ - Lavatera vidali |